# Inkompressibilität
Von Inkompressibilität spricht man, wenn das Volumen eines Körpers trotz einer Krafteinwirkung oder Druckänderung als konstant angenommen werden kann.
Inkompressibilität ist das Gegenteil von Kompressibilität. Während aber die Kompressibilität eine wahre Eigenschaft der Materie ist, ist die Inkompressibilität nur eine idealisierende Annahme zur vereinfachten Beschreibung physikalischer Vorgänge.
Ist bei dem physikalischen Vorgang auch die Temperatur konstant (isotherme Zustandsänderung), so beinhaltet die Annahme der Inkompressibilität auch eine konstante Dichte. Es gilt
{\displaystyle \left({\frac {\partial V}{\partial p}}\right)_{T}=0}
mit
{\displaystyle \partial V} = infinitesimale Volumenänderung
{\displaystyle \partial p} = infinitesimale Druckänderung
{\displaystyle T} = Temperatur (konstant während der Veränderung)
Das Volumen enthält hierbei stets dieselbe Anzahl von Teilchen, d. h. die Masse bleibt konstant. Weiterhin finden keine chemische Reaktion und auch keine Phasenübergänge statt (fest – flüssig – gasförmig).

## Inkompressibilität bei Festkörpern
Bei den meisten Vorgängen mit festen Körpern können diese als inkompressibel angesehen werden. Die Folgen starker Kraft bzw. Druckwirkung sind dann Verformung oder Zerteilen, d. h. eine Gestaltänderung, aber keine Volumenänderung. Verformungen können elastisch und damit reversibel sein (Spiralfeder, Gummi) oder plastisch und damit irreversibel (Schmieden, Verbiegen).

## Inkompressibilität bei Flüssigkeiten
Obwohl Flüssigkeiten durchschnittlich um den Faktor 10 kompressibler als Festkörper sind, können auch Flüssigkeiten in den meisten Fällen als inkompressibel angesehen werden.
In der Betrachtung ruhender Flüssigkeiten machen sich Kompressibilitätseffekte nur bei sehr extremen Druckverhältnissen bemerkbar. So ist z. B. die Wasserdichte in 12 km Wassertiefe (ca. 1.200 bar) nur um ca. 5 % größer als an der Wasseroberfläche. Andererseits muss z. B. für die korrekte Berechnung bei der Schwingungsdämpfung von Öldruckstoßdämpfern (ca. 100 bar) die Kompressibilität des Öls berücksichtigt werden.
In der Betrachtung strömender Flüssigkeiten kann in der Regel von Inkompressibilität ausgegangen werden. Bleibt in einer Strömung die Temperatur konstant, so ist die Folge von Kraft oder Druckwirkung auf Flüssigkeiten eine Fließbewegung oder Umströmung bei konstanter Dichte. Unter dieser Annahme werden z. B. Strömungen in Rohrleitungen berechnet oder die Wellenbildung bei einem fahrenden Schiff.

## Inkompressibilität bei Gasen

Lineare Druckzunahme mit der Wassertiefe im Vergleich zu der exponentiellen Druckabnahme in der Atmosphäre. (Beachte die unterschiedliche Skalenteilung auf der Druckachse)

Gase haben eine bis um den Faktor 10.000 höhere Kompressibilität als Flüssigkeiten. Daher müssen ruhende Gase in der Praxis stets als kompressibel angesehen werden. Es ist gerade das Charakteristikum eines Gases, dass es jeden zur Verfügung stehenden Raum ausfüllt, also in Abhängigkeit von dem von außen wirkenden Druck sein Volumen und damit seine Dichte ändert. Eine deutliche Auswirkung der stark unterschiedlichen Kompressibilität von Flüssigkeiten und Gasen zeigt sich beim Vergleich des linearen Verlaufs des hydrostatischen Drucks in inkompressiblen Flüssigkeiten (bei konstanter Dichte) und des exponentiellen Druck- und Dichteverlaufs in der kompressiblen Luft der Erdatmosphäre.

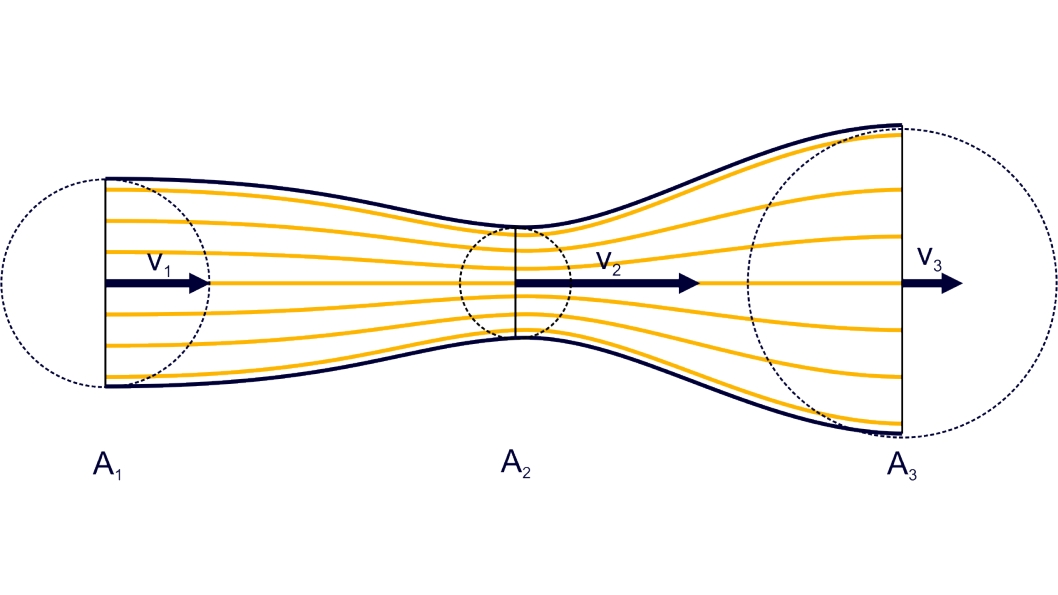
Bei einer Veränderung des Strömungsquerschnitts bleibt die Durchflussmenge konstant, dazu verändern sich die Strömungsgeschwindigkeit und bei hohen Geschwindigkeiten vermehrt die Dichte

Eine wichtige Ausnahme gibt es jedoch bei strömenden Gasen. Bei konstanter Temperatur {\displaystyle T}  und geringer Geschwindigkeit können Gase in guter  Näherung als inkompressibel betrachtet werden. In der Praxis werden Kompressibilitätseffekte meist nur bei höheren Strömungsgeschwindigkeiten berücksichtigt. Das ist u. a. von der Schallgeschwindigkeit in dem Gas abhängig.
Eine Grundbeobachtung der Strömungsmechanik ist, dass bei einer Verengung eines Strömungsquerschnitts kein Stau entsteht, sondern die durchfließende Menge pro Zeit an allen Orten der Strömung konstant ist. Diese Erfahrung wird mit der Kontinuitätsgleichung beschrieben, sie lautet in vereinfachter Form:
{\displaystyle \rho _{1}\cdot v_{1}\cdot A_{1}=\rho _{2}\cdot v_{2}\cdot A_{2}=\rho _{3}\cdot v_{3}\cdot A_{3}=konstant}
mit
{\displaystyle \rho } = Dichte
{\displaystyle v} = Strömungsgeschwindigkeit
{\displaystyle A} = Strömungsquerschnitt
Die Kontinuitätsgleichung besagt z. B., dass - bei einer Verringerung des Strömungsquerschnitts {\displaystyle A} - das strömende Fluid (Flüssigkeit oder Gas) auf zweierlei Weise reagiert. Das Fluid...
1. ...beschleunigt sich auf eine höhere Geschwindigkeit {\displaystyle v},
2. ...komprimiert sich auf eine höhere Dichte {\displaystyle \rho }

In der Praxis überwiegt bei kleinen Geschwindigkeiten der 1. Effekt (Beschleunigung), erst bei höheren Geschwindigkeiten von strömender Luft wird der 2. Effekt (Kompressibilität) bedeutsam.
Beschränkt man sich auf den 1. Effekt spricht man von einer inkompressiblen Strömung ({\displaystyle \rho =konstant,T=konstant}). Dann wird die Kontinuitätsgleichung zu einem direkten Zusammenhang von Querschnittsfläche {\displaystyle A} und Strömungsgeschwindigkeit {\displaystyle v}:
{\displaystyle v_{1}\cdot A_{1}=v_{2}\cdot A_{2}=v_{3}\cdot A_{3}=konstant}
Dieser Zusammenhang kann – je nach erforderlicher Genauigkeit – bei Strömungsgeschwindigkeiten bis etwa 1/3 der Schallgeschwindigkeit (z. B. Umströmung bei üblichen Windstärken, von Autos und Kleinflugzeugen) benutzt werden. Darüber hinaus werden die Kompressibilitätseffekte immer größer und können nicht mehr vernachlässigt werden (z. B. Verkehrsflugzeuge, Militärjets, Raketen).